# Come Back, Little Sheba
Come Back, Little Sheba (en España, Vuelve, pequeña Sheba) es una película estadounidense de 1952, del género dramático, dirigida por Daniel Mann y protagonizada por Burt Lancaster, Shirley Booth y Terry Moore. El título hace referencia a la perrita de la Sra. Delaney (interpetada por Shirley Booth) que desapareció meses antes y por quien ella todavía llora abiertamente. Booth, que había originado su papel en Broadway y estaba haciendo su debut cinematográfico, ganó los honores de Mejor Actriz en los [[Premios 
Óscar]], los Globos de Oro, Premios del Círculo de Críticos de Cine de Nueva York y una mención honorífica en el Festival de Cannes.

## Sinopsis
Lola (Shirley Booth), es la esposa de Doc Delaney (Burt Lancaster), un alcohólico en vías de recuperación. La existencia de los Delaney resulta monótona, pero da un giro cuando el matrimonio acepta a una encantadora inquilina, Marie (Terry Moore). Marie se convierte en la hija que nunca tuvieron. Pero cuando la joven se enamora, Doc se ve preso de los celos y una vez más ha de enfrentarse a la tentación de la bebida.

## Reparto
- Burt Lancaster - Doc Delaney
- Shirley Booth - Lola Delaney
- Terry Moore - Marie Buckholder
- Richard Jaeckel - Turk Fisher
- Philip Ober - Ed Anderson
- Edwin Max - Elmo Huston
- Lisa Golm - Mrs. Coffman
- Walter Kelley - Bruce

## Recepción

### Crítica
Newsweek calificó la película como "una de las pocas películas destacadas del año de Hollywood".  La revista Time lo calificó como "una tragedia menor, pero conmovedora, sobre un tema importante: las vidas de silenciosa desesperación que llevan los hombres".
El Akron Beacon Journal destacó la franqueza del guion, en el que los personajes principales discuten abiertamente el motivo de su apresurado matrimonio y los estudiantes universitarios son vistos como "felices con el sexo". Esta reseña recomendó la película "como entretenimiento 'imprescindible' para el cinéfilo adulto exigente". The Spokesman-Review dijo que la película era un ejemplo de "realización de películas inteligentes cuando Hollywood olvida el atractivo masivo y crea una historia porque es una buena historia o una buena obra de teatro. Es conmovedora y poderosa y más que una imagen, más bien una experiencia que resulta profundamente conmovedora". Sin embargo, esta revisión consideró que la dirección de Mann era "desigual", y las escenas entre Doc y Lola parecían más naturales y convincentes que las entre Marie y Turk. Se especula que "posiblemente él [Mann] simplemente le dio la cabeza a la señorita Booth y la dejó ir, ya que ella había hecho el papel tantas veces en el escenario".

### Premios y nominaciones
| Premios                            | Categoría                                 | Nominado/a             | Resultado | Ref.   |
| ---------------------------------- | ----------------------------------------- | ---------------------- | --------- | ------ |
| Premios Óscar                      | Mejor Actriz                              | Shirley Booth          | Ganadora  | [ 5 ]  |
| Premios Óscar                      | Mejor Actriz de Reparto                   | Terry Moore            | Nominada  | [ 5 ]  |
| Premios Óscar                      | Mejor Montaje                             | Warren Low             | Nominado  | [ 5 ]  |
| Premios BAFTA                      | Mejor Película                            | Mejor Película         | Nominada  | [ 6 ]  |
| Premios BAFTA                      | Mejor Actriz Extranjera                   | Shirley Booth          | Nominada  | [ 6 ]  |
| Festival de Cannes                 | Grand Prix                                | Daniel Mann            | Nominada  | [ 7 ]  |
| Festival de Cannes                 | Película Dramática Internacional          | Daniel Mann            | Ganadora  | [ 7 ]  |
| Festival de Cannes                 | Mención Especial                          | Shirley Booth          | Ganadora  | [ 7 ]  |
| Directors Guild of America Awards  | Logro destacado como director en película | Daniel Mann            | Nominado  | [ 8 ]  |
| Premios Globos de Oro              | Mejor Película - Drama                    | Mejor Película - Drama | Nominada  | [ 9 ]  |
| Premios Globos de Oro              | Mejor Actriz – Drama                      | Shirley Booth          | Ganadora  | [ 9 ]  |
| Jussi Awards                       | Mejor Actriz Extranjera                   | Shirley Booth          | Ganadora  |        |
| National Board of Review           | Mejor Actriz                              | Shirley Booth          | Ganadora  | [ 10 ] |
| New York Film Critics Circle Award | Mejor Actriz                              | Shirley Booth          | Ganadora  | [ 11 ] |
| Writers Guild of America Awards    | Mejor Guion                               | Ketti Frings           | Nominada  | [ 12 ] |